# Donje Ceranje
Donje Ceranje est un village de la municipalité de Benkovac (Comitat de Zadar) en Croatie. Au recensement de 2011, la ville comptait 22 habitants.